# Kröslin
Kröslin è un comune del Meclemburgo-Pomerania Anteriore, in Germania.

Appartiene al circondario della Pomerania Anteriore-Greifswald ed è parte della comunità amministrativa (Amt) di Lubmin.
Al territorio di Kröslin appartiene amministrativamente anche l'isola di Ruden.